# Lietberggraben
Der Lietberggraben ist ein 1,3 km langer Bach in der Gemeinde Sauensiek im Landkreis Stade und der Gemeinde Regesbostel im Landkreis Harburg in Niedersachsen, der von links und Norden in den Staersbach mündet.

## Verlauf
Der Lietberggraben beginnt als Oberflächenwasser sammelnder Wiesengraben südlich des Litberg bei Sauensiek. Er verläuft auf gesamter Strecke erkennbar begradigt süd- bis südostwärts durch Ackerland und mündet von links und Norden westlich von Regesbostel in den Staersbach.

## Befahrungsregeln
Wegen intensiver Nutzung der Este durch Freizeitsport und Kanuverleiher erließ der Landkreis Harburg 2002 eine Verordnung unter anderem für die Este, ihre Nebengewässer und der zugehörigen Uferbereiche, die den Lebensraum von Pflanzen und Tieren schützen soll. Seitdem ist das Befahren und Betreten des Lietberggraben ganzjährig verboten.